# Ideo (figlio di Darete)
Ideo (in greco antico: Ἰδαῖος?, Idâios) è un personaggio della mitologia greca, figlio del sacerdote Darete.

## Mitologia
Ideo combatté col padre (Darete, sacerdote del culto di Efesto a Troia) ed il fratello Fegeo per la difesa della città assediata dagli Achei e durante una battaglia fu aggredito insieme al fratello da Diomede.
Diomede riuscì ad uccidere solo Fegeo, in quanto il dio Efesto, pur essendo una divinità avversa ai Troiani, volle evitare la rovina totale della famiglia del suo sacerdote e allontanò Ideo dal grande pericolo.

## Arte
- L'episodio è stato immortalato da Giulio Romano nel dipinto Diomede combatte contro Fegeo e Ideo, conservato al Louvre.